# Jacksonville Sharks
| Jacksonville Sharks                                                                                          | Jacksonville Sharks                                                           |
| Gegründet 2009 Spielen in Jacksonville, Florida                                                              | Gegründet 2009 Spielen in Jacksonville, Florida                               |
| --- | ----------------------------------------------------------------------------- |
| \| \| \| \| \| \|                                                                                            |                                                                               |
| Teamfarben                                                                                                   | Blutrot, Mitternachtsblau, Weiß                                               |
| Liga |                                                                               |
| - Arena Football League (2010–2016) - National Arena League (2017–2023) - Indoor Football League (seit 2024) |                                                                               |
| Personal |                                                                               |
| Besitzer | Steve Curran, Diva Nagula, Rob Storm, Jason Green, Kevin Wezniak, Nick Furris |
| Head Coach                                                                                                   | Jason Gibson                                                                  |
| Erfolge |                                                                               |
| Meisterschaften (4) - ArenaBowl (1) 2011 - NAL championships (3) 2017, 2019, 2023                            |                                                                               |
| Division-Siege (4) - AFL American: 2011, 2015 - AFL South: 2010, 2011, 2012, 2013                            |                                                                               |
| Play-off-Teilnahmen (11) - AFL: 2010, 2011, 2012, 2013, 2015, 2016 - NAL: 2017, 2018, 2019, 2022, 2023       |                                                                               |
| Stadien |                                                                               |
| - VyStar Veterans Memorial Arena (seit 2010)                                                                 |                                                                               |
| |                                                                               |
| |                                                                               |

Die Jacksonville Sharks sind ein Arena-Football-Team aus Jacksonville (Florida), das ursprünglich in der Arena Football League (AFL) spielte. 2017 wechselten die Sharks in die National Arena League (NAL). Seit 2024 nehmen sie an der Indoor Football League (IFL) teil.
Ihre Heimspiele tragen die Sharks in der VyStar Veterans Memorial Arena aus.

## Geschichte
Die Sharks wurden 2009 gegründet und nahmen den Spielbetrieb zur Saison 2010 in der AFL auf.
Die Sharks sind bis heute eine sehr erfolgreiche Franchise, die zudem ein richtiger Publikumsmagnet ist. Sie erreichten, bis auf 2014, jedes Jahr die Playoffs und wurden Titelträger in zwei verschiedenen Ligen.
Zum Ende der Saison 2016 wurde auf der offiziellen Homepage der Sharks annonciert, dass diese an der 2017 neu gegründeten National Arena League (NAL) teilnehmen würden. Grund dafür sind die zu hohen Kosten, die bei der Teilnahme an der AFL anfallen.

## Saisonstatistiken
| Jahr      | Liga      | S                  | N                  | Playoffrunde |
| --------- | --------- | ------------------ | ------------------ | --- |
| 2010      | AFL       | 12                 | 04                 | N Viertelfinale gg. Orlando Predators 69:73                                                                                   |
| 2011      | AFL       | 14                 | 04                 | S Viertelfinale gg. Orlando Predators 63:48 S Halbfinale gg. Georgia Force 64:55 S ArenaBowl gg. Arizona Rattlers 73:70       |
| 2012      | AFL       | 10                 | 08                 | S Viertelfinale gg. Georgia Force 58:56 N Halbfinale gg. Philadelphia Soul 34:89                                              |
| 2013      | AFL       | 12                 | 06                 | S Viertelfinale gg. Tampa Bay Storm 69:62 N Halbfinale gg. Philadelphia Soul 59:75                                            |
| 2014      | AFL       | 07                 | 11                 | |
| 2015      | AFL       | 10                 | 08                 | S Viertelfinale gg. Orlando Predators 55:33 S Halbfinale gg. Philadelphia Soul 61:56 N ArenaBowl gg. San Jose SaberCats 47:68 |
| 2016      | AFL       | 07                 | 09                 | S Viertelfinale gg. Orlando Predators 69:68 (n. V.) N Halbfinale gg. Philadelphia Soul 55:55                                  |
| Summe AFL | Summe AFL | 72                 | 50                 | 1x Arena-Bowl-Sieg |
| 2017      | NAL       | 11                 | 01                 | S 1st Round gg. Monterrey Steel 43:32 S Championship gg. Columbus Lions 27:21                                                 |
| 2018      | NAL       | 10                 | 06                 | N Halbfinale gg. Carolina Cobras 48:73                                                                                        |
| 2019      | NAL       | 13                 | 01                 | S Halbfinale gg. Columbus Lions 67:43 S Championship gg. Carolina Cobras 52:48                                                |
| 2020      | NAL       | Saison ausgefallen | Saison ausgefallen | Saison ausgefallen |
| 2021      | NAL       | 02                 | 06                 | - |
| 2022      | NAL       | 07                 | 07                 | N Halbfinale gg. Albany Empire 67:68                                                                                          |
| 2023      | NAL       | 10                 | 03                 | S Halbfinale gg. Orlando Predators 62:18 S Championship gg. Carolina Cobras 54:45                                             |
| Summe NAL | Summe NAL | 53                 | 24                 | 3x NAL-Championships |
| 2024      | IFL       | 05                 | 11                 | - |
| 2025      | IFL       |                    |                    | - |
| Summe IFL | Summe IFL | 5                  | 11                 | - |
| Gesamt    | Gesamt    | 130                | 85                 | 4 Meisterschaften |

## Zuschauerentwicklung
| jahr | Team                | Zuschauerdurchschnitt |
| ---- | ------------------- | --------------------- |
| 2010 | Jacksonville Sharks | 11.123                |
| 2011 | Jacksonville Sharks | 9.401                 |
| 2012 | Jacksonville Sharks | 10.249                |
| 2013 | Jacksonville Sharks | 9.225                 |
| 2014 | Jacksonville Sharks | 9.432                 |
| 2015 | Jacksonville Sharks | 10.006                |
| 2016 | Jacksonville Sharks | 10.003                |
| 2017 | Jacksonville Sharks | 8.487                 |